# Józef Szczerski
Józef Szczerski (ur. 24 marca 1918 w Gołogórach, zm. 13 lipca 1983) – polski prawnik, działacz państwowy i partyjny, sędzia Sądu Najwyższego, podsekretarz stanu w Ministerstwie Sprawiedliwości (1967–1976).

## Życiorys
Syn Dominika i Agnieszki. W 1936 podjął studia prawnicze na Uniwersytecie Jana Kazimierza we Lwowie (przerwane przez wojnę), od 1940 do 1941 pracował jako nauczyciel w Gołogórach. Od 1941 służył w Armii Czerwonej, od 1943 w 1 Polskiej Dywizji Piechoty im. Tadeusza Kościuszki. W 1944 przeniesiony do prokuratury wojskowej tejże dywizji, następnie do prokuratury 1 Armii Wojska Polskiego. Po demobilizacji w 1946 ukończył studia na Uniwersytecie Jagiellońskim.
Podjął następnie pracę w sądownictwie jako aplikant i asesor Sądu Okręgowego we Wrocławiu. Od 1949 do 1950 przewodniczył Sądowi Pracy we Wrocławiu, a od 1951 do 1952 Sądu Powiatowego tamże. W 1952 awansowany do Sądu Wojewódzkiego we Wrocławiu, a w 1954 do Sądu Najwyższego (pełnił w nim do 1967 funkcję przewodniczącego wydziału Izby Pracy i Ubezpieczeń Społecznych). Równocześnie od 1949 działacz Zjednoczonego Stronnictwa Ludowego. W latach 50. był prezesem Komitetu Grodzkiego ZSL we Wrocławiu i jego koła w Sądzie Wojewódzkim oraz wiceprzewodniczącym Wojewódzkiej Komisji Kontrolno-Partyjnej. W ramach Naczelnego Komitetu ZSL pełnił funkcje wiceprezesa (1961–1964) szefa Komisji Prawno-Administracyjnej (1964–1968). Od września 1967 do sierpnia 1976 zajmował stanowisko podsekretarza stanu w Ministerstwie Sprawiedliwości. Autor glos do orzecznictwa z zakresu prawa pracy.
Pochowany na Cmentarzu Wojskowym na Powązkach.

## Odznaczenia
W 1969 odznaczony Krzyżem Komandorskim Orderu Odrodzenia Polski.
W 1955 odznaczony Złotym Krzyżem Zasługi jako sędzia SN oraz Medalem 10-lecia Polski Ludowej.